# Chasseuse de tempêtes
Pour les articles homonymes, voir Tempête (homonymie).
Chasseuse de tempêtes (en anglais : Storm Seekers) est un téléfilm américano-canadien réalisé par George Mendeluk et diffusé en 2008.

## Synopsis
Ayant perdu ses parents dans un ouragan lorsqu’elle était enfant, Leah Kaplan, devenue météorologiste spécialisée dans les tempêtes, se retrouve prise au piège dans un ouragan de catégorie 5 lors d’un vol qui doit l'emmener au large des côtes de Floride.

## Fiche technique
- Scénario : Kyle Hart
- Durée : 90 min
- Pays :  États-Unis et  Canada

## Distribution
- Daryl Hannah (VF : Martine Irzenski) : Leah Kaplan
- Dylan Neal (VF : Pierre Tessier) : Ryan Stewart
- Luisa D'Oliveira (VF : Aurore Bonjour) : Paloma
- Christine Chatelain : Jessica Tillner
- Gwynyth Walsh (VF : Dominique Lelong) : Dr Johnson
- Terry Chen (VF : Stéphane Pouplard) : Tommy Crasher
- Megan Charpentier : Leah Kaplan jeune
- Emily Hirst (VF : Chantal Macé) : Sarah Stewart
- Barclay Hope (VF : Stefan Godin) : Henry Gersh
- Mackenzie Gray (VF : Mathieu Buscatto) : le directeur McAffee
- William MacDonald (VF : Laurent Morteau) : Eli Harder
- Sean Bell (VF : Thierry D'Armor) : Steve Pastor
- Jocelyne Loewen (VF : Patricia Legrand) : Melissa
- Chad Cole (VF : Olivier Chauvel) : Ben Tillner
- Tosha Doiron : la mère de Parker
- Michael Strusievici : Parker
- Keith Gordey : le sénateur Maddock
- Olivia Rameau : l'infirmière Maddie
- Susan Milne : la mère de Leah
- Stephen Boersma : Zach
- Dean Redman : un flic